# 南翔饅頭店
南翔馒头店又稱南翔小籠，是中国上海市著名的小吃店，创建于1900年，总店位于上海老城厢内、上海城隍庙九曲桥边，靠近豫园。该店以小籠饅頭最为著名。现在属于上海老城隍庙餐饮(集团)有限公司（豫园股份子公司），在中国大陸有28家分店，并在首尔、东京（分别位于六本木、川崎）、大阪市心斋桥筋、印尼雅加达和巴厘岛及新加坡设有特许经营店。

## 历史
南翔馒头店前身日华轩始于同治年间，位于上海嘉定南翔镇。据《嘉定县续志》载：“馒头有紧酵松酵两种，紧酵以清水和面为之，皮薄馅多，南翔制者最著，他处多仿之，号为翔式……”。清朝光绪26年（1900年）日华轩店主妻弟在老城隍庙区域九曲桥附近原船舫厅旧址开设长兴楼，长兴楼后改名为南翔馒头店。中共建政后被收归国有，现在仍为国有企业。

## 餐点特色

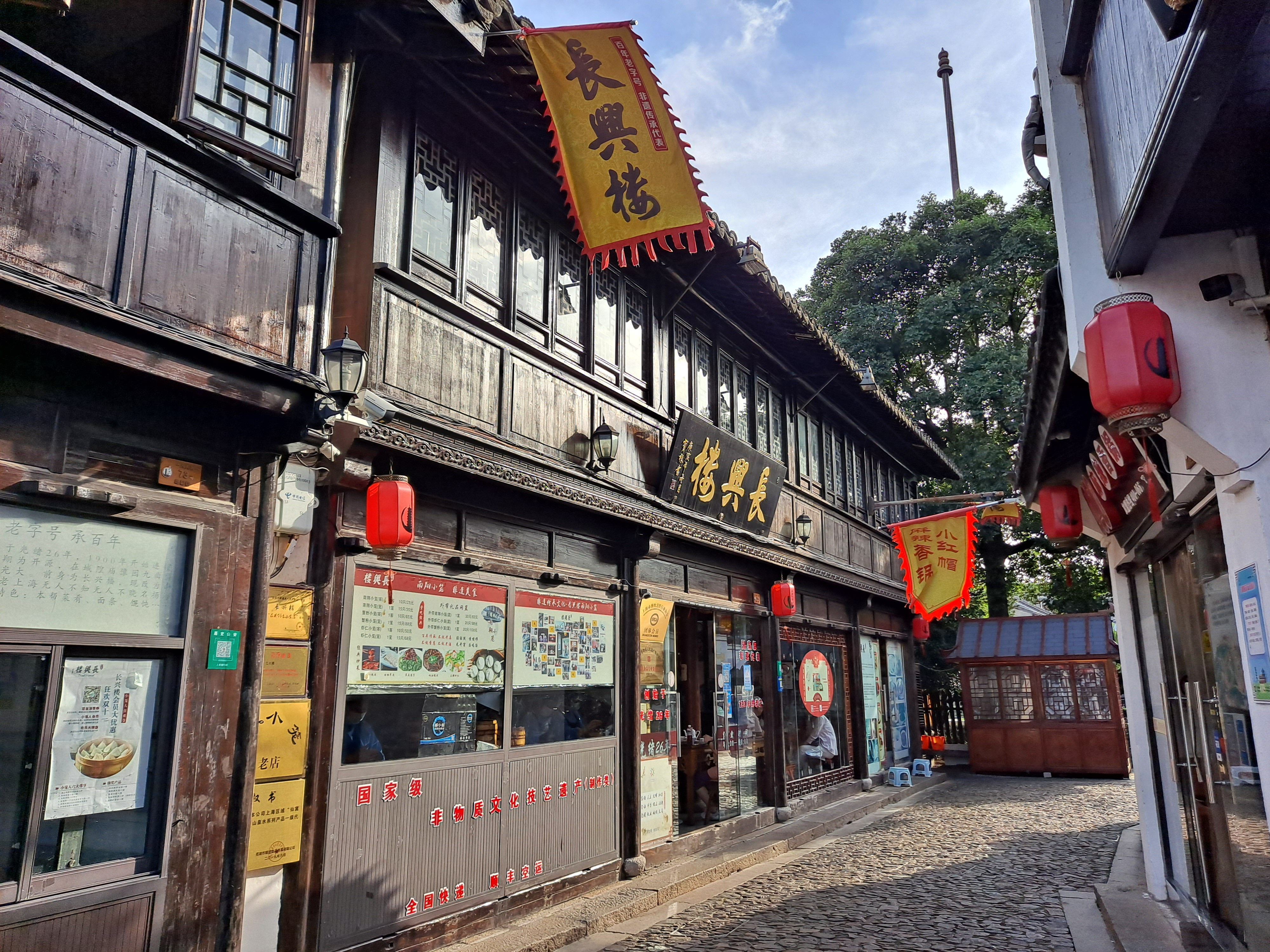
南翔老街长兴楼

南翔小笼饅頭以皮薄馅大为特色，内含卤汁，配以姜丝。其用来佐餐的食醋也经过特殊加工。位于老城隍庙的总店门前每天都排有相当长的队，店内一楼（外卖窗口）供应鲜肉包，不設座位招待；二楼设有大厅和包房，船舫厅、长兴楼供应蟹粉小笼，鼎兴楼供应鱼翅蟹粉小笼等价格较贵的餐点，瑞鑫楼是延伸进附近商场的新辟餐厅。

## 商标争议
2020年9月，上海老城隍庙餐饮（集团）有限公司、上海豫园南翔馒头店有限公司与上海南翔食品股份有限公司、上海南翔餐饮管理有限公司、上海市浦东新区北蔡镇润泽小笼店互相起诉双方的侵犯商标权及不正当竞争纠纷。在南翔馒头店诉南翔食品的案件中，被告南翔食品公司成立了被告南翔餐饮公司。两被告通过直营和加盟方式在上海市区开设和授权开设南翔餐馆，被告润泽小笼店是其中一家加盟店，这些门店均以“南翔”作为餐厅名称，并在招牌、店内装潢、海报、菜单、餐具等处使用“南翔”字样，原告认为被告的上述使用行为已经构成对原告“南翔”商标权的侵害，为此，南翔馒头店向浦东新区人民法院起诉被告单位，请求被告停止侵权。而南翔食品公司也以不正当竞争为案由向杨浦区人民法院起诉，其诉称，老城隍庙公司、南翔馒头公司等侵害其“南翔”企业字号及商品名称。后述案件于9月10日下午在杨浦区人民法院开庭审理。2021年4月22日，浦东新区人民法院、杨浦区人民法院宣判两起案件。杨浦区人民法院驳回原告上海南翔食品股份有限公司全部诉讼请求。浦东新区人民法院判决四被告立即停止商标侵权，南翔食品公司、南翔餐饮公司共同赔偿两原告经济损失及维权合理开支共计234.2万元，同时刊登声明、消除影响。

## 图集

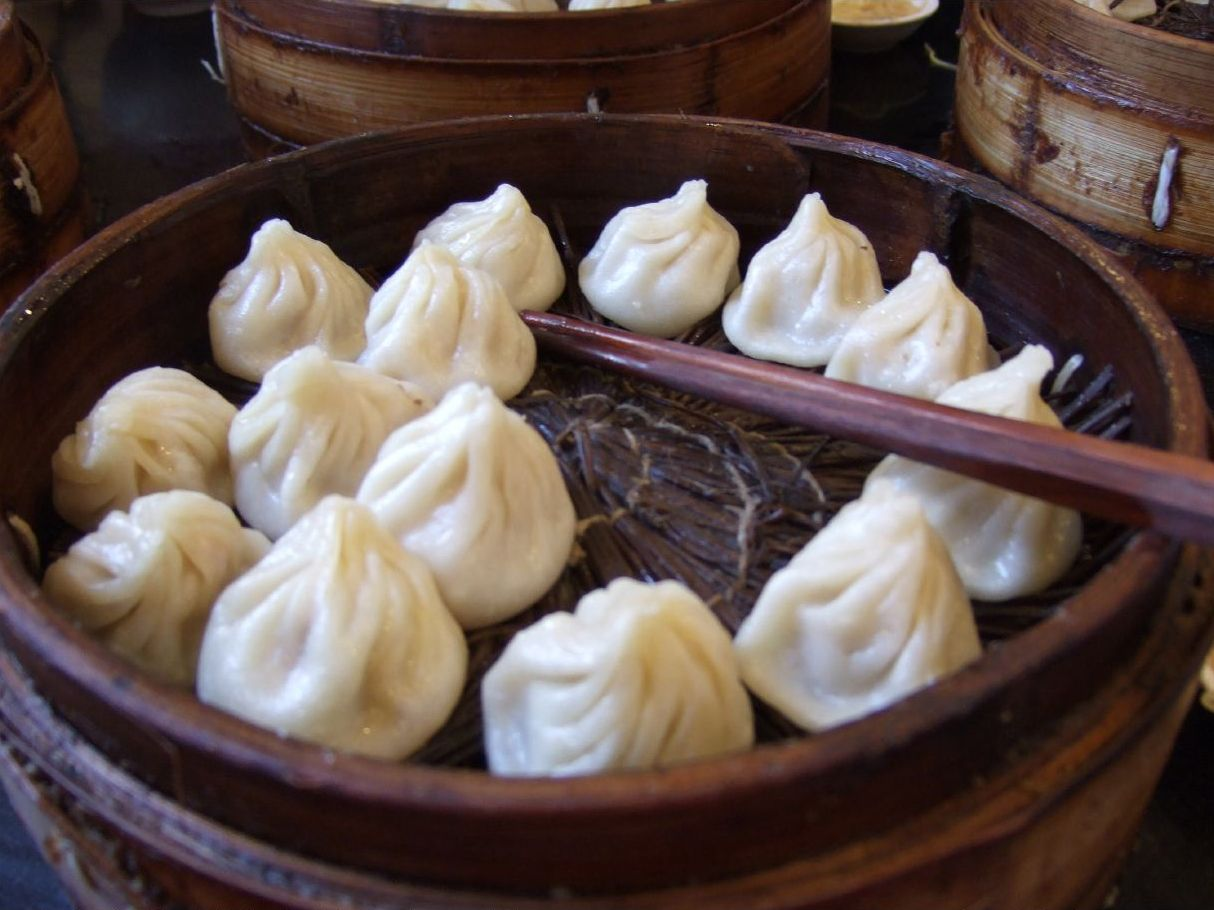
南翔馒头店的小笼
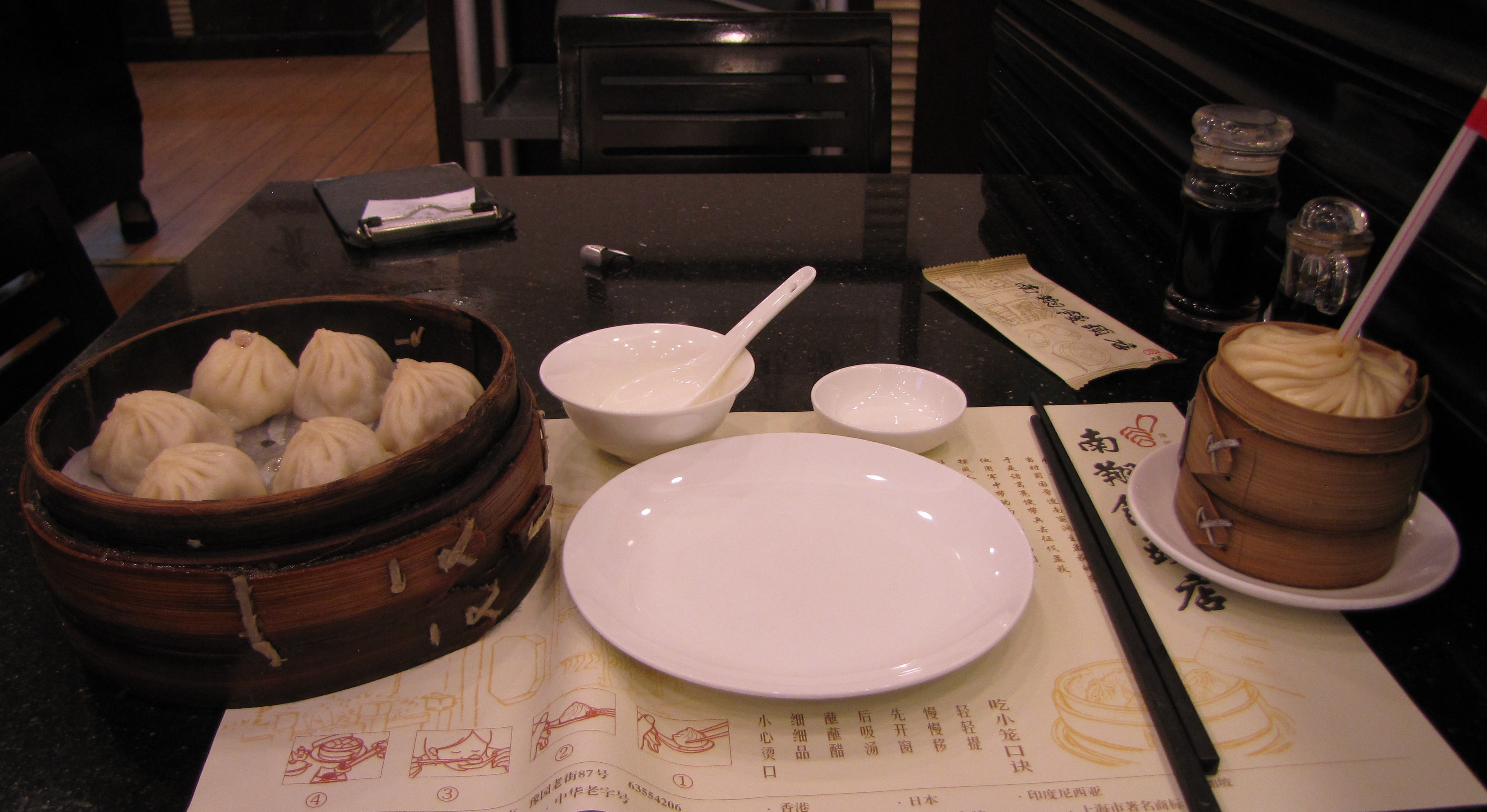
南翔馒头店的小笼和灌湯包
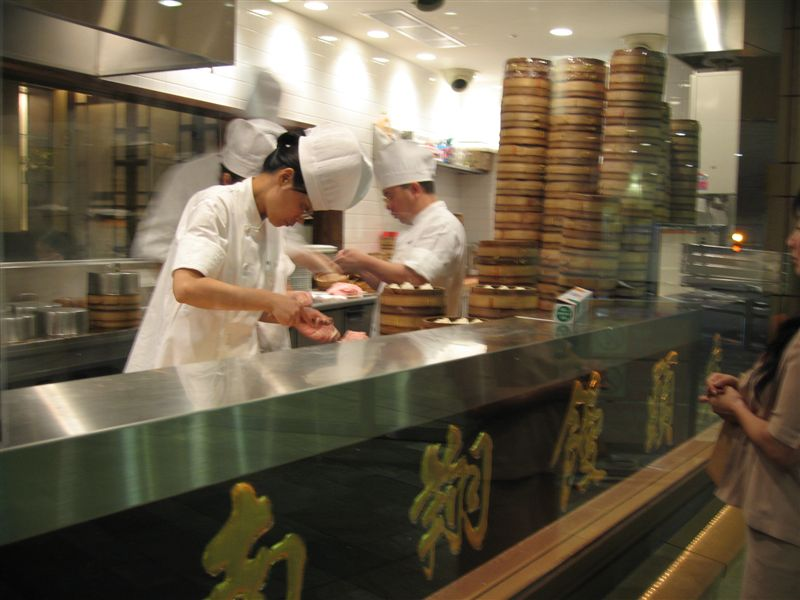
東京六本木新城南翔馒头店
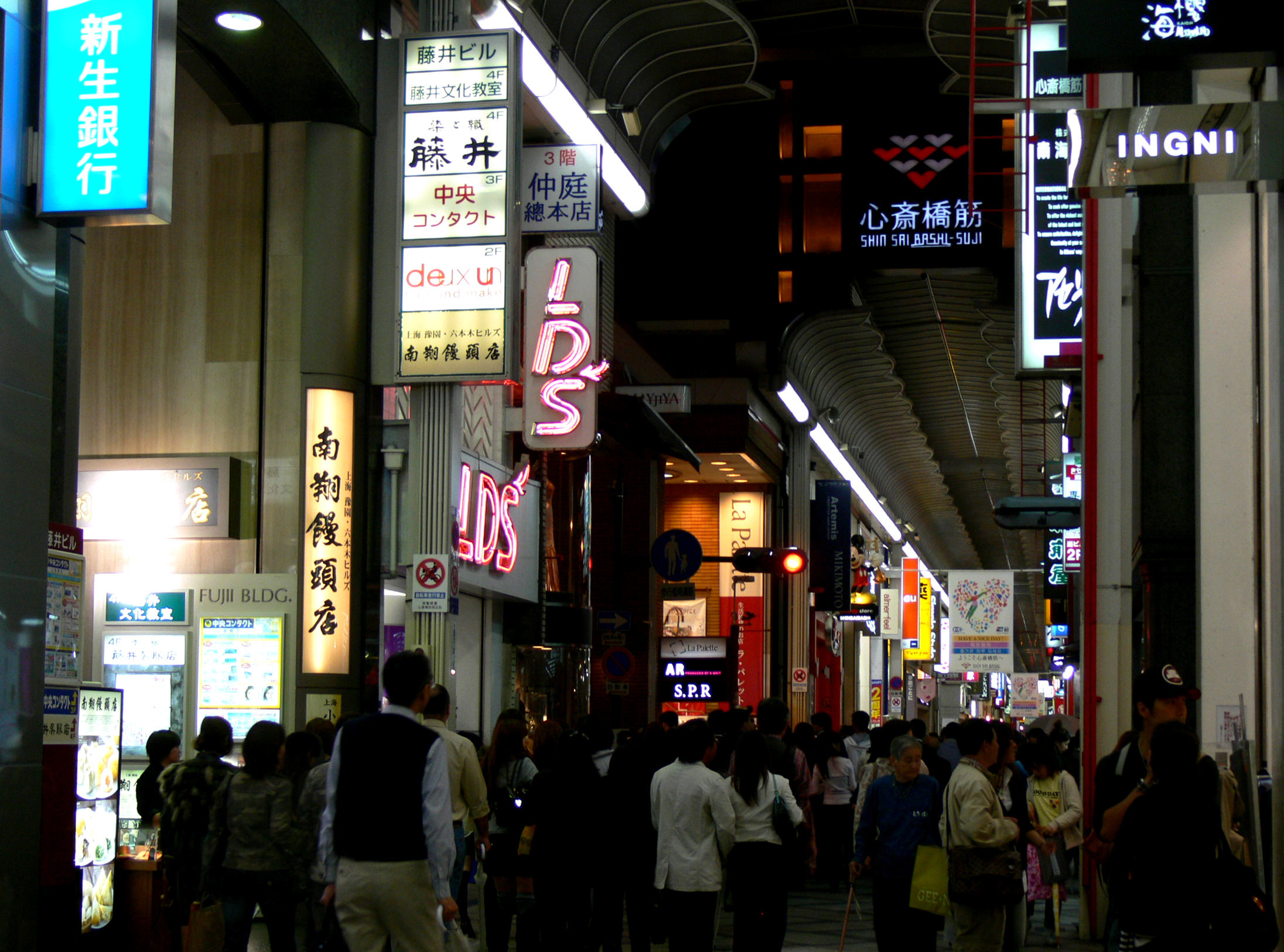
大阪心斋桥筋南翔馒头店